# Клоа на Лоари
Клоа на Лоари (фр. Cloyes-sur-le-Loir) насеље је и општина у централној Француској у региону Центар (регион), у департману Ер и Лоар која припада префектури Шатоден.
По подацима из 2011. године у општини је живело 2738 становника, а густина насељености је износила 137,93 становника/km². Општина се простире на површини од 19,85 km². Налази се на средњој надморској висини од 105 метара (максималној 152 m, а минималној 92 m).

## Демографија
| 1962. | 1968. | 1975. | 1982. | 1990. | 1999. | 2011. |
| ----- | ----- | ----- | ----- | ----- | ----- | ----- |
| 2.315 | 2.478 | 2.552 | 2.653 | 2.593 | 2.636 | 2.738 |

График промене броја становника у току последњих година